# Танжер-Тетуан
Танже́р-Тетуа́н (араб. طنجة تطوان‎, Танджа-Титван) — до 2015 года одна из шестнадцати областей Марокко. Преобразована в новую область Танжер — Тетуан — Эль-Хосейма путём добавления провинции Эль-Хосейма из бывшей области Таза-Эль-Хосейма-Таунат.
На севере омывалась Гибралтарским проливом, на северо-востоке — Средиземным морем, на западе — Атлантическим океаном. На северо-востоке граничила с испанским полуанклавом Сеута. Территория — 11 570 км², население 2 470 372 чел. (перепись 2004). Административный центр — город Танжер.
Границы по Средиземному морю проходили с Испанией.
Область состояла из пяти провинций и двух префектур:
- Вилайя региона Танжер-Тетуан:
  - Префектура Танжер-Асила
  - Провинция Фахс-Анжра
- Вилайя региона Тетуан:
  - Префектура Мдик-Фнидк
  - Провинция Шефшауэн
  - Провинция Лараш
  - Провинция Уаззан
  - Провинция Тетуан

## Достопримечательности
- Геркулесовы пещеры